# فهرست قنات‌های شهرستان استهبان
جدول زیر بر اساس آمار وزارت جهاد کشاورزی تهیه شده‌است. فهرست زیر قنات‌های شهرستان استهبان در استان فارس را نشان می‌دهد.
| نام قنات  | موقعیت                    | نزدیک‌ترین روستا | طول قنات (متر) | تعداد میله چاه | عمق مادر چاه | دبی (لیتر بر ثانیه) | سطح زیر کشت (هکتار) |
| --------- | ------------------------- | --------------- | -------------- | -------------- | ------------ | ------------------- | ------------------- |
| اله‌آباد   | بخش رونیز شهرستان استهبان | رونیز علیا      | ۴۵۰۰           | ۲۱۰            | ۳۰           | ۳۰                  | ۱۵۰                 |
| امام‌آباد  | بخش رونیز شهرستان استهبان | رونیز علیا      | ۶۰۰۰           | ۲۵۰            | ۳۲           | ۲۵                  | ۲۶۰                 |
| اکبرآباد  | بخش رونیز شهرستان استهبان | رونیز علیا      | ۴۰۰۰           | ۱۷۰            | ۳۰           | ۰                   | ۳۶۰                 |
| بناب      | بخش مرکزی شهرستان استهبان | ایج             | ۳۰۰            | ۷              | ۴            | ۳۰                  | ۰                   |
| بندره     | بخش مرکزی شهرستان استهبان | ایج             | ۰              | ۰              | ۸            | ۵۰                  | ۰                   |
| بیدزرد    | بخش رونیز شهرستان استهبان | خانه کت         | ۳۰۰۰           | ۲۰             | ۳۰           | ۱۵                  | ۴۰                  |
| ده شور    | بخش رونیز شهرستان استهبان | خانه کت         | ۸۰۰            | ۲۸             | ۲۰           | ۱۷                  | ۳۵                  |
| دهویه     | بخش رونیز شهرستان استهبان | دهویه           | ۳۰۰            | ۱۵۰            | ۲۰           | ۳۵                  | ۱۵۰                 |
| رحمت‌آباد  | بخش رونیز شهرستان استهبان | دستجرد          | ۱۲۰۰           | ۶۵             | ۱۵           | ۳۰                  | ۴۸                  |
| سجل‌آباد   | بخش رونیز شهرستان استهبان | محمدآباد        | ۳۰۰۰           | ۱۵۰            | ۲۵           | ۳۰                  | ۱۴۴                 |
| سراج      | بخش رونیز شهرستان استهبان | مبارک‌آباد       | ۶۰۰۰           | ۳۰۰            | ۲۵           | ۷۵                  | ۲۱۶                 |
| سیف‌آباد   | بخش رونیز شهرستان استهبان | دامنه           | ۱۲۰۰           | ۶۰             | ۲۵           | ۲۰                  | ۱۴۴                 |
| عباس‌آباد  | بخش رونیز شهرستان استهبان | ماه فرخان       | ۲۸۰۰           | ۲۰             | ۱۸           | ۷۵                  | ۷۰                  |
| فخرآباد   | بخش رونیز شهرستان استهبان | سهل‌آباد         | ۵۵۰۰           | ۳۶۰            | ۲۵           | ۷۵                  | ۹۴                  |
| قصرالدوله | بخش رونیز شهرستان استهبان | دستجرد          | ۱۸۰۰           | ۹۰             | ۲۲           | ۵۰                  | ۵۶                  |
| مبارک‌آباد | بخش رونیز شهرستان استهبان | مبارک‌آباد       | ۳۰۰۰           | ۱۵۰            | ۱۸           | ۴۰                  | ۶۰                  |
| محمدآباد  | بخش رونیز شهرستان استهبان | محمدآباد        | ۱۶۰۰           | ۸۸             | ۴۰           | ۲۳۰                 | ۲۹۸                 |
| محمدآباد  | بخش رونیز شهرستان استهبان | دستجرد          | ۲۸۰۰           | ۱۶۰            | ۲۰           | ۲۰                  | ۱۴۰                 |
| نورآباد   | بخش رونیز شهرستان استهبان | سهل‌آباد         | ۶۰۰۰           | ۳۳۵            | ۳۰           | ۱۱۰                 | ۴۵۵                 |